# Colchester (Connecticut)
Colchester és una població dels Estats Units a l'estat de Connecticut. Segons el cens del 2005 tenia 15.389 habitants.

## Demografia
Segons el cens del 2000, Colchester tenia 14.551 habitants, 5.225 habitatges, i 3.997 famílies. La densitat de població era de 114,5 habitants per km².
Dels 5.225 habitatges en un 43% hi vivien nens de menys de 18 anys, en un 63,9% hi vivien parelles casades, en un 9,2% dones solteres, i en un 23,5% no eren unitats familiars. En el 18,2% dels habitatges hi vivien persones soles el 5,9% de les quals corresponia a persones de 65 anys o més que vivien soles. El nombre mitjà de persones vivint en cada habitatge era de 2,75 i el nombre mitjà de persones que vivien en cada família era de 3,14.
Per edats la població es repartia de la següent manera: un 29,8% tenia menys de 18 anys, un 4,8% entre 18 i 24, un 36,5% entre 25 i 44, un 19,7% de 45 a 60 i un 9,2% 65 anys o més.
L'edat mediana era de 35 anys. Per cada 100 dones de 18 o més anys hi havia 92,3 homes.
La renda mediana per habitatge era de 64.807 $ i la renda mediana per família de 72.346 $. Els homes tenien una renda mediana de 47.123 $ mentre que les dones 34.250 $. La renda per capita de la població era de 27.038 $. Aproximadament el 2,1% de les famílies i el 2,7% de la població estaven per davall del llindar de pobresa.